# Poděkování za narození dítěte

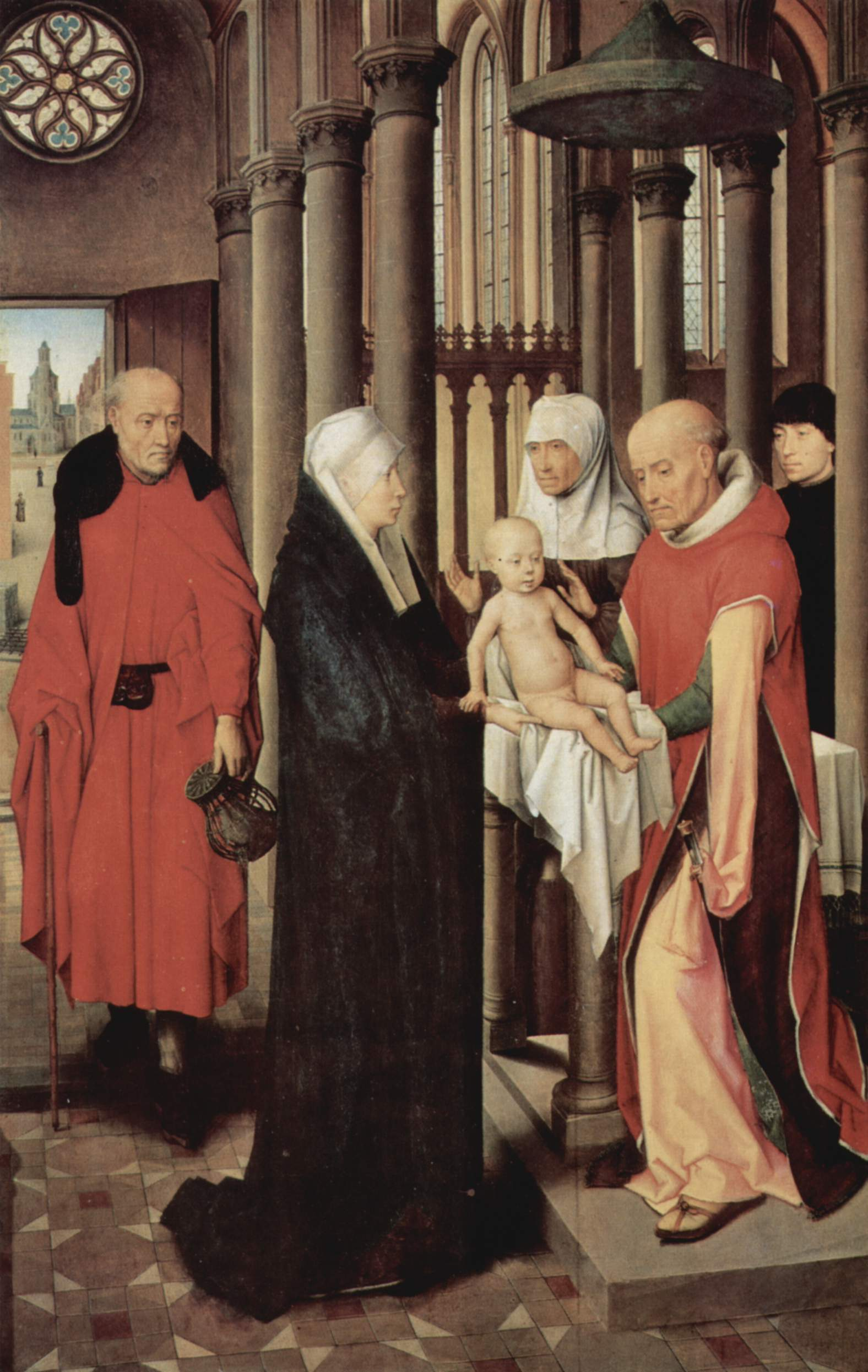
Uvedení do chrámu, vyobrazení uvedení Ježíše do chrámu, na němž je založeno Uvedení žen do církve. (Hans Memling, kolem roku 1470, Museo del Prado, Madrid)

V křesťanské tradici je žehnání žen, známé také jako poděkování za narození nebo přijetí dítěte, obřadem, při němž se matkám po uzdravení z porodu (většinou po šestinedělí) uděluje požehnání. Obřad, známý také jako Uvedení ženy či dítěte do církve, zahrnuje poděkování za to, že žena porod přežila, a provádí se i v případě, že se dítě narodilo mrtvé nebo zemřelo nepokřtěné.
Ačkoli samotný obřad neobsahuje žádné prvky rituální očisty, souvisel s židovskou praxí, jak je uvedeno v Leviticus – Lv 12, 2–8 (Kral, ČEP), kde se ženy po porodu očišťovaly. Ve světle Nového zákona čerpá křesťanský rituál z obrazů a symboliky představení Ježíše v chrámu – Lk 2, 22 – 2, 40 (Kral, ČEP). Ačkoli některé křesťanské tradice se domnívají, že Maria porodila Krista, aniž by se vystavila poskvrně, vydala se do jeruzalémského Chrámu, aby splnila požadavky Mojžíšova zákona.
Obřad je poprvé zmiňován v pseudonicénském arabském kanonickém právu. Křesťanský obřad pro svěcení žen pokračuje ve východním křesťanství, luteránských církvích, anglikánském společenství a metodistických církvích; ale v římském ritu se vyskytuje pouze v podobě před II. vatikánským koncilem a v anglikánských ordinariátních farnostech.

## Historie
Zvyk žehnat ženě po porodu připomíná Očišťování Panny Marie zmíněné v Lukášovi 2,22. Židovská praxe vycházela z knihy Leviticus 12,1-8, která upřesňovala obřadní rituál, jenž měl být vykonán za účelem obnovení rituální čistoty. Věřilo se, že žena se porodem stává rituálně nečistou kvůli přítomnosti krve a/nebo jiných tekutin při porodu. To bylo spíše součástí obřadního než morálního zákona.
Natalie Knödelová poznamenala, že myšlenka, že žena, která nedávno porodila, má být vyčleněna a poté znovu uvedena do náboženského a společenského života prostřednictvím zvláštního obřadu, není specificky západní, natož křesťanskou myšlenkou. Takové obřady se vyskytují v řadě kultur. Všechny věci, které mají co do činění s narozením a smrtí, jsou chápány jako nějakým způsobem posvátné. Paul V. Marshall se domnívá, že v zemědělské společnosti mohlo jít o jednoduchý způsob ochrany novopečené matky před tím, aby se příliš brzy po porodu vrátila k práci. Vynucený odpočinek po porodu je znám jako poporodní omezení. Historicky byly evropské ženy po porodu na delší dobu upoutány na lůžko nebo do svých domovů v rámci zvyku zvaného slehnutí; péči o ně zajišťovaly buď její příbuzné ženy (matka nebo tchyně), nebo dočasná ošetřovatelka známá jako měsíční sestra. „Uvedení do kostela“ sloužilo k ukončení těchto týdnů odloučení a k opětovnému začlenění novopečené matky do její komunity.
Obřad se stal předmětem mnoha nedorozumění, protože mnozí komentátoři a kazatelé při popisu jeho biblických předloh nevysvětlili tento pojem jasně. Papež Řehoř I. již v 6. století protestoval proti jakékoli představě, že porodem dochází k poskvrnění, a doporučoval, aby se ženy nikdy neoddělovaly od církve pro případ, že by to tak bylo vnímáno. Jako požehnání, které se dává matkám po zotavení z porodu, „to není předpis, ale zbožný a chvályhodný zvyk, který pochází z raného křesťanského věku.“ David Cressy poukazuje na to, že tento obřad uznává ženinu práci a nebezpečí porodu. Na závěr měsíce po porodu se ženy těšily na církevní obřad jako na společenskou událost a čas na oslavu s přáteli. Pro muže znamenal konec měsíce, během něhož se museli starat o domácí záležitosti, běžně označovaného jako „měsíc housera“. Ve Francii třináctého století se obřad zaměřoval na roli ženy jako manželky a matky.
Druhý plenární koncil v Baltimore, americké římskokatolické shromáždění, které se konalo v říjnu 1866, konstatoval, že poporodní bohoslužba je ve Spojených státech všeobecně zanedbávána a že je třeba na ní trvat, a zakázal praxi bohoslužeb na místech, kde se neslaví mše.

## V západní církvi

### Římský katolicismus
Tento zvyk, označovaný na mnoha místech jako „žehnání žen“, se v církvi udržel až do nedávné doby a ve starém obřadu se udržuje i ve 21. století. Oficiální název obřadu byl vlastně Benedictio mulieris post partum (žehnání ženě po porodu) a zaměřoval se na požehnání a díkůvzdání. Obřad se koncem 60. let 20. století po Druhém vatikánském koncilu do značné míry přestal používat, ale řada tradicionalistických katolických žen obřad stále podstupuje. Kniha požehnání vydaná v roce 1984 obsahuje „požehnání ženy po porodu“, které je značně pozměněné oproti starému obřadu používanému před koncilem, ale plní stejný liturgický účel. Současný křestní obřad (který zahrnuje i požehnání otce) obsahuje požehnání pro matku, ale starší obřad má zvláštní požehnání.
Závěrečná modlitba zní:
Všemohoucí, věčný Bože, porodem blahoslavené Panny Marie jsi proměnil v radost bolesti věřících při porodu; shlédni milostivě na tuto svou služebnici, která přichází s radostí do tvého chrámu, aby ti vzdala díky, a dej, ať si po tomto životě zaslouží, aby na přímluvu téže blahoslavené Marie dospěla spolu se svým potomstvem k radostem věčného štěstí. Skrze Krista, našeho Pána.

„Obřad požehnání matky po porodu“ se stále používá především pro ty matky, které se nemohly zúčastnit křtu, a nemusí se nutně konat v kostele. Může jej udělovat kněz, jáhen nebo pověřený laický služebník.

### Luteránství

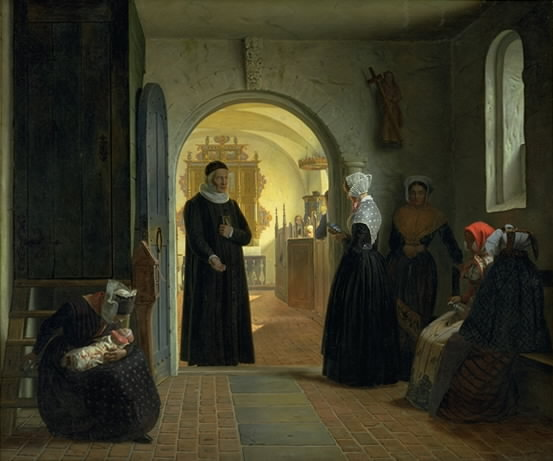
Slavnostní bohoslužba ženy po porodu (Christen Dalsgaard, 1860). Zobrazen je obřad dánské (luteránské) církve

V luteránské církvi bylo ženám historicky nabízeno uvedení do církve, které se konalo po slavení svatého přijímání v liturgii.
Modlitba „Za církevní uvedení žen“, jak se objevila v liturgii Luterské církvi – Missourská synoda v roce 1918, zní takto:
Bože, chválíme Tě za Tvé velké milosrdenství, které jsi prokázal této matce a jejímu dítěti, a pokorně Tě prosíme, abys je stále uchovával ve své milostivé péči. Vyslyš, Pane, prosby této matky, vezmi ji pod svou otcovskou ochranu a zahrň ji svou přízní jako štítem. Disponuj a uschopni rodiče, aby dali svému dítěti křesťanskou výchovu, aby tak vyrostlo ke Tvé cti a k radosti všech pravých věřících. Amen.
— Nakladatelství Concordia, Liturgie a agenda. Zkrácené vydání. (1918), část I. Liturgie. Zvláštní přímluvy a díkůvzdání: – 2. Za církevní obřady žen (s. 48). (anglicky)

### Anglikánství
V anglikánském společenství je obřad „církevního uvádění žen“ nabízen s liturgií jako součást Book of Common Prayer.
V americké episkopální církvi je „Churching of Women“ liturgie očišťování nebo „Churching“ žen po porodu, spolu s představením dítěte v kostele. Book of Common Prayer z roku 1979, která se vyhýbá jakémukoli náznaku rituální nečistoty, nahrazuje starší obřad „Díkůvzdáním za narození nebo adopci dítěte“. Obřad se má konat v rámci nedělní liturgie po přímluvách, brzy po narození nebo adopci. Při této bohoslužbě přicházejí rodiče a další členové rodiny do kostela s nově narozeným nebo adoptovaným dítětem, „aby byli přivítáni shromážděním a vzdali díky všemohoucímu Bohu“ (Book of Common Prayer, s. 439).

### Metodismus
V metodistických církvích se nadále nabízí obřad církevního obřadu, oficiálně známý jako „Obřad díkůvzdání za narození nebo adopci dítěte“. Rubriky týkající se tohoto obřadu uvádějí:
Po narození nebo adopci dítěte mohou rodiče spolu s dalšími členy rodiny představit dítě při bohoslužbě, aby je přivítali ve shromáždění a poděkovali Bohu. Část nebo celý tento příkaz může být zahrnut do jakékoli bohoslužby sboru. Díkůvzdání za narození nebo adopci dítěte může být Bohu obětováno také v nemocnici nebo v domácnosti, přičemž se použijí takové části tohoto řádu, které jsou vhodné. Účastníkům je třeba vysvětlit, že tento úkon není ekvivalentem ani náhradou svatého křtu, ale má zcela jinou historii a význam. Tento úkon je vhodný (1) před předložením dítěte ke křtu nebo (2) pokud bylo dítě pokřtěno jinde a je poprvé předkládáno ve sboru, kde se má uskutečnit jeho výchova.

### Zvyklosti
Zvyklosti se liší, ale obvyklé datum svatořečení bylo čtyřicátý den po porodu (nebo po narození), v souladu s biblickým datem a židovskou praxí. Čtyřicet dní po Vánocích se připomíná Očišťování Panny Marie a představení Ježíše v chrámu.
Bohoslužba obsažená v anglické Knize společných modliteb pochází teprve ze středověku. Zatímco uvádění do kostela obvykle prováděl kněz ve farním kostele, existovaly výjimky, kdy byly ženy uváděny doma.

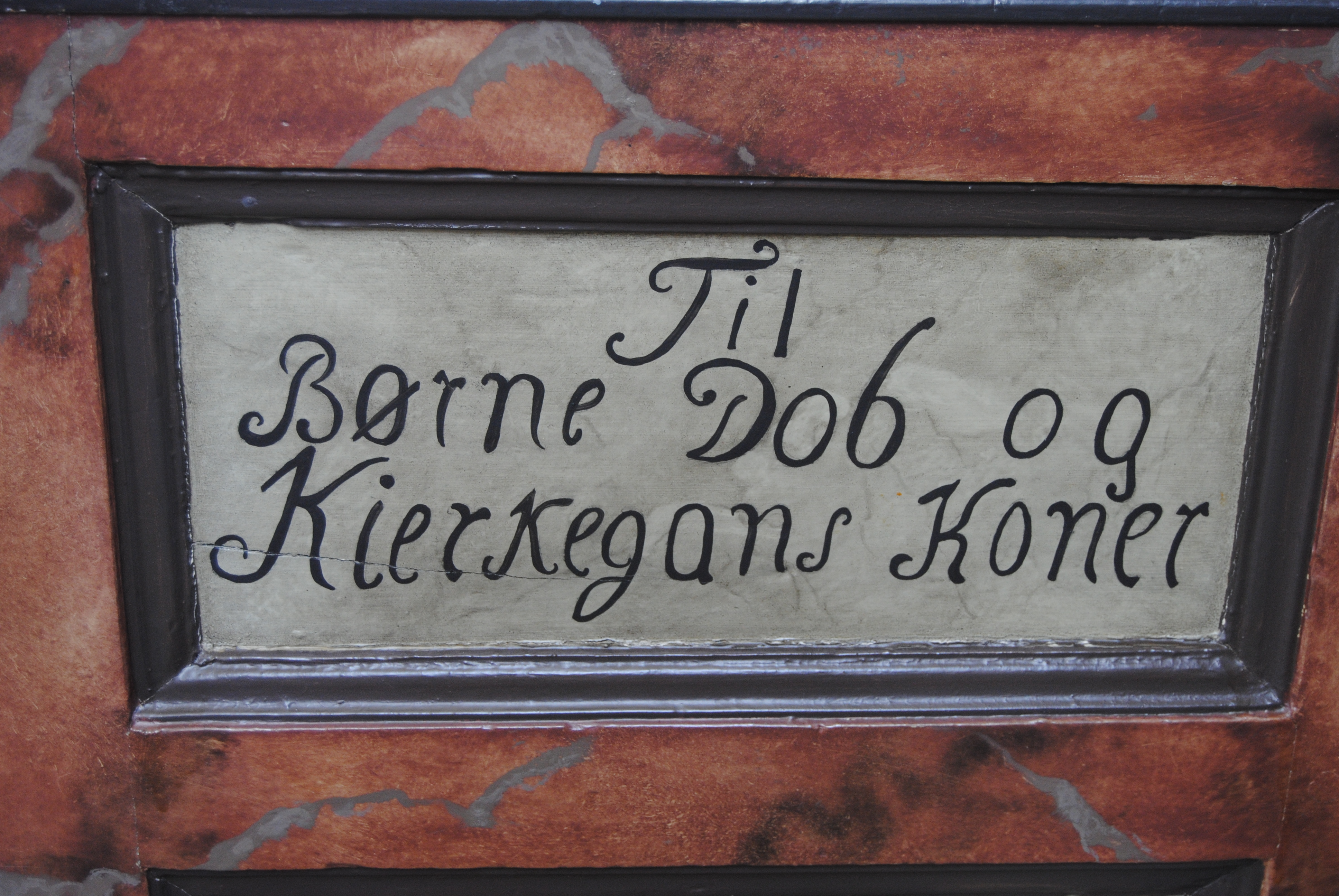
Nápis na lavici používané pro žehnání žen, kostel Mariager, Dánsko

Před anglickou reformací měla žena podle rubrik zaujímat „vhodné místo“ v blízkosti narthexu. V první modlitební knize anglického krále Edwarda VI. měla být „blízko dveří do kruchty“. Ve druhé z jeho knih měla být „blízko místa, kde stojí stůl (nebo oltář)“. Příkaz biskupa Matthewa Wrena pro norwichskou diecézi z roku 1636 zněl, že ženy, které mají být církevně přijímány, mají přicházet a klečet stranou u stolu pro přijímání mimo zábradlí, přičemž mají být podle zvyku zahaleny a nemají mít klobouk. V některých farnostech existovala zvláštní lavice známá jako „churching seat“. Provádění obřadu uvnitř kostela, nikoli na kruchtě, je vnějším znamením, že se již nepředpokládala rituální nečistota rodící ženy.
Dříve bylo v některých farnostech uvádění registrováno. V hrabství Herefordshire se nepovažovalo za vhodné, aby se manžel objevil v kostele při bohoslužbě nebo aby seděl se svou ženou ve stejné lavici. Slova v rubrice, která vyžadují, aby žena přišla „slušně oděná“, odkazují na dobu, kdy se považovalo za nevhodné, aby žena přišla na bohoslužbu se zdobenou pokrývkou hlavy, která byla tehdy v módě. Obvykle se nosil závoj. V některých farnostech poskytovala zvláštní závoj církev, neboť v soupisu majetku kostela svatého Beneta Gracechurch z roku 1560 je uvedeno „kostelní plátno s třásněmi, bílé damaškové“.
V předreformačních dobách bylo v katolické Anglii zvykem, že ženy nosily při bohoslužbě zapálené svíčky, což byla narážka na svátek Očišťování Panny Marie (2. února), který se také slavil jako Hromnice, den, který katolická církev zvolila pro požehnání svíček na celý rok. Při kostele se očekávalo, že žena přinese církvi nějaký votivní dar, například roušku nebo albu, které se kladou na dítě při jeho křtu.
Augustin Schulte popsal tento obřad na počátku dvacátého století: Matka klečí v předsíni nebo v kostele a nese zapálenou svíčku. Kněz, oděný do superpelice a bílé štoly, ji pokropí svěcenou vodou ve tvaru kříže. Poté, co odrecituje žalm 24: „Hospodinova je země a její plnost“, nabídne jí levý cíp štoly a uvede ji do kostela se slovy: „Vejdi do Božího chrámu, klaněj se Synu Panny Marie, který ti daroval plodnost potomstva.“ A vchází do chrámu. Přistoupí k jednomu z oltářů a poklekne před ním, zatímco kněz, obrácený k ní, pronese příslušné požehnání a poté ji znovu pokropí svěcenou vodou ve tvaru kříže a propustí ji se slovy: „Pokoj a požehnání všemohoucího Boha, Otce, Syna a Ducha svatého, sestupují na tebe a zůstávají navždy. Amen.“ Podle komentáře uvedeného v moderní katolické příručce o mši je skutečnost, že kněz jde matce vstříc a doprovází ji do kostela, sama o sobě projevem úcty k ní.
Dříve se považovalo za nerozumné, aby žena po porodu vůbec opustila dům a vyšla ven, dokud nepůjde do kostela. V anglo-irské lidové tradici byly novopečené matky, které ještě nebyly v kostele, považovány za atraktivní pro víly, a hrozilo jim tedy nebezpečí, že je unesou. Původ církevního rituálu však s těmito pozdějšími místními pověrami, které na něj navázaly, nesouvisí.

## Ve východní církvi
V pravoslavných a katolických církvích byzantského obřadu se v mnoha jurisdikcích stále dodržuje tradice, že žena přichází 40. den po porodu do kostela pro zvláštní požehnání. Po čtyřicet dní zůstává novopečená matka doma, aby se zotavila a pečovala o své dítě. Pokud však dítě nepřežilo, zůstává žena stále doma, aby se fyzicky a emocionálně uzdravila. Po dobu porodu žena obvykle nepřijímá eucharistii, pokud není v nebezpečí smrti. Tak, jak se tato bohoslužba praktikuje v byzantském ritu, zahrnuje jak požehnání matky, tak i předložení dítěte Bohu. Církevní obřad je třeba odlišit od dvou dalších krátkých obřadů, které se konají při porodu: Modlitby v první den po porodu a Pojmenování dítěte v osmý den. Ty se obvykle konají v domácnosti. V některých tradicích je zvykem dítě osmého dne pokřtít po vzoru starozákonního obřadu bris neboli obřízky chlapců. V takovém případě by se pojmenování dítěte konalo v chrámu (církevní budově); matka by se však křtu neúčastnila, dítě by představili jeho kmotři.

### Uvedení ženy do církve
Čtyřicátý den po porodu je matka přivedena do chrámu, aby byla posvěcena, to znamená, aby obdržela požehnání a začala znovu navštěvovat kostel a přijímat svátosti. Dítě (pokud přežilo) přivádí matka, která již byla očištěna a umyta, v doprovodu předpokládaných kmotrů (patronů), kteří budou stát u křtu dítěte. Všichni společně stojí v předsíni před dveřmi do chrámové lodi, čelem k východu. Kněz jim požehná a pomodlí se za ženu a dítě, poděkuje za jejich blaho a vyprosí jim Boží milost a požehnání.

### Uvedení dítěte do církve
Pak, pokud již bylo dítě pokřtěno, provede jeho uvedení; pokud ne, provede uvedení ihned po křtu.
Kněz vezme dítě, zvedne je a udělá s ním před dveřmi chrámu znamení kříže a řekne: „Služebník Boží (jméno) je uveden do církve ve jménu Otce i Syna i Ducha svatého. Amen.“
Pak nese dítě doprostřed chrámové lodi a říká: „Půjdu do tvého domu. Budu se klanět tvému svatému chrámu v bázni před tebou.“ Zastaví se uprostřed a řekne: „Služebník Boží (Jméno) se klaní ve jménu Otce i Syna i Ducha svatého. Amen. Uprostřed shromáždění Ti budu zpívat chvalozpěv.“
Pak přistoupí k ikonostasu, zastaví se před královskými dveřmi a řekne: „Služebník Boží (Jméno) je uveden ve jménu Otce i Syna i Ducha svatého. Amen.“
Poté nese dítě do svatyně, obejde zadní část oltáře a opět vyjde na soleu.
Poté zazpívá Nunc dimittis a pronese zvláštní apolysis (propuštění), načež dítěti udělí požehnání znamením kříže na čelo, ústa a srdce a vrátí je matce.